# M95 (棒旋星系)
M95（也稱為NGC 3351）是一個位於獅子座的棒旋星系，由法國天文學家皮埃爾·梅香（Pierre Méchain）於1781年所發現，查爾斯·梅西耶於發現4天後將它登記為梅西耶天體。
M95也是獅子座I星系群（即M96星系群）中的一個星系，此星系群中還包括M96與M105兩個梅西耶天體。
2012年3月16日在M95內發現一顆II型超新星SN 2012aw。

## 外部連結
- SEDS: Spiral Galaxy M95
- WIKISKY.ORG: SDSS image, M95 （页面存档备份，存于）
- Astronomy Picture of the Day: M95 on 3/14/07 （页面存档备份，存于）